# 간토 칸레이
간토 관령(일본어: 関東管領 간토우칸레이[*])는 일본 난보쿠초 시대부터 무로마치 시대에 걸쳐 존재했던 바쿠후의 관직이다.
무로마치 바쿠후(室町幕府)가 옛 가마쿠라 바쿠후의 도읍인 가마쿠라(鎌倉)에 설치한 가마쿠라후(鎌倉府)의 수장 가마쿠라 구보(鎌倉公方)를 보좌하는 자리로, 간토 집사(일본어: 関東執事 간토우시쓰지[*])라고도 불렸다. 교토(京都)의 쇼군(将軍)을 보좌하는 간레이(管領)와 대칭되기도 한다. 간토간레이는 가마쿠라 구보의 하부 조직에 해당하지만, 임명권은 쇼군이 행사하였다.
에치고의 센고쿠 다이묘 우에스기 겐신이 이 관직에 오른 것으로 유명하다. 겐신은 나가오 성을 사용하였으나 우에스기 노리마사의 양자로 들어가 이름도 가게토라에서 마사토라로 바꾸고, 간토간레이에 취임할 수 있었다.

## 연혁
간노의 소란(観応の擾乱) 직전인 쇼헤이(正平) 4년/조와(貞和) 5년(1349년), 무로마치 막부의 초대 쇼군 ・ 아시카가 타카우지(足利尊氏)의 적남(嫡男) 요시아키라(義詮)를 가마쿠라에서 교토로 불러들이고, 차남 가메와카마루(亀若丸, 훗날의 아시카가 모토우지)를 간토 통치를 위해 가마쿠라 구보로 임명해 파견하였다. 이를 계기로 어린 모토우지를 보좌하기 위한 집사를 그 보좌로 두었는데, 교토에서도 쇼군을 보좌하는 집사(훗날의 간레이)가 있었기에 이와 구별하여 「간토 집사」로 불렀다. 당초에는 2인 지도체제로 우에스기 노리아키(上杉憲顕) ・ 시바 이에나가(斯波家長), 다음으로 고노 모로후유(高師冬) ・ 하타케야마 구니키요(畠山国清) 등이 임명되었다. 간토 집사는 초기에는 시바 씨(斯波氏) ・ 하타케야마 씨(畠山氏)가 취임하였으나 차츰 우에스기 씨(上杉氏)가 거의 독점하게 되었고, 최종적으로는 우에스기 씨가 아예 세습하게 된다. 우에스기 씨는 우에노 국(上野国) ・ 이즈 국(伊豆国)의 슈고(守護)도 맡았다.
다다요시 지지파였던 우에스기 노리아키가 간노의 소란으로 실각하여 에치고(越後)로 은퇴하고도 쇼헤이 17년/조지(貞治) 원년(1362년) 모토우지의 청원으로 복직하고, 쇼헤이 22년/조지 6년(1367년) 모토우지가 급서하자 나이 어린 아시카가 우지미쓰(足利氏満)가 가마쿠라 구보를 이업받아 노리아키가 그 후견이 되었고, 이후 간토간레이(関東管領)라 불리게 되었다.
노리아키는 당초 기타간토(北関東)를 관리하였으나, 모토우지 급서 후인 쇼헤이 23년/오안 원년(1368년) 무사시 헤이잇키(武蔵平一揆)의 난을 진압하면서 미나미칸토(南関東)의 가마쿠라 구보의 직할령까지도 관할하에 두게 된다. 오에이(応永) 6년(1399년) 3대 쇼군 아시카가 요시미쓰(足利義満)의 도발로 인해 오우치 요시히로(大内義弘)가 거병하였을 때(오에이의 난) 간토간레이 우에스기 노리사다(上杉憲定)가 요시히로에 호응하여 거병하려던 3대 가마쿠라 구보 아시카가 미쓰카네(足利満兼)를 말렸다. 이후 야마노우치 우에스기 집안(山内上杉家)과 이누가케 우에스기 집안(犬懸上杉家)이 간토간레이 직책을 점거하게 되고, 오에이 23년(1416년) 이누가케 우에스기 집안으로 옛 간토간레이 우에스기 젠슈(上杉禅秀)가 반란을 일으켰다가(우에스기 젠슈의 난) 패하고 이누가케 우에스기 집안이 멸망하면서 야마노우치 우에스기 집안이 간토간레이를 세습하기에 이른다.
간토간레이는 주로 지배지역의 슈고 밑 지토(地頭)의 관리를 맡았다. 간토간레이는 무사시슈고(武蔵守護)도 겸임하였으며, 간토 일원의 무사들을 장악하고 차츰 그들이 보좌해야 할 주군인 가마쿠라후 이상의 힘을 지니게 되고 가마쿠라 구보와 대립하기에 이르렀다.
에이쿄(永享) 10년(1438년) 제4대 가마쿠라 구보 아시카가 모치우지(足利持氏)가 6대 쇼군 아시카가 요시노리(足利義教)와 대립하였고, 간토간레이 우에스기 노리자네(上杉憲実)는 모치우지를 말렸으나 자신이 암살된다는 풍문이 나돌자 간토간레이 직책을 사임하고 우에노로 달아났다. 모치우지가 노리자네 추토를 위해 거병하자 이에 맞서 노리자네는 무사시 후추(武蔵府中)에 진을 치고 바쿠후와 연합하여 모치우지를 자결시키고 가마쿠라후를 멸망시키기까지 이른다(에이쿄의 난). 에이쿄의 난 이후 노리자네는 일단 관직에서 물러나 출가하였으나 에이쿄 12년(1440년)에 유키 합전(結城合戦)이 발발하자 이를 진정시키는 데에 협력하고자 복직하였다. 그 뒤 노리자네는 다시금 세상을 등졌지만, 가마쿠라후 재흥까지는 우에스기 집안이 도고쿠 지배를 맡았다.
분안(文安) 6년/호토쿠(宝徳) 원년(1449년) 아시카가 모치우지의 아들인 나리우지(成氏)가 제5대 가마쿠라 구보가 되어, 가마쿠라후를 재흥시켰다. 가마쿠라 구보와 간토간레이 사이의 갈등도 재발하여 교토쿠(享徳) 3년(1454년) 나리우지 때에 간토간레이 우에스기 노리타다(上杉憲忠)를 암살했다. 교토쿠 4년(1455년) 나리우지는 우에스기편에 선 바쿠후의 원군 스루가 슈고(駿河守護) 이마가와 노리타다(今川範忠)에 의해 가마쿠라후에서 쫓겨났지만, 고가(古河)를 좌소(座所)로 하여 고가 구보(古河公方)라 자처하였다(교토쿠의 난). 나리우지와 간토간레이 우에스기 아키사다(上杉顕定) 사이에 화해가 성립된 것은 그로부터 28년 뒤의 일이었다. 또한 교토쿠의 난이 한창일 때, 새로이 아시카가 마사토모(足利政知)가 호리코시 구보(堀越公方)로써 간토로 왔는데, 마사토모의 보좌역으로 임명된 우에스기 노리토모(上杉教朝)와 시부카와 요시아키(渋川義鏡)는 간토간레이와의 구별을 위해 그 옛 호칭 「간토 집사」라는 이름을 썼다.
이 사이, 우에스기 집안의 서류인 오기가야쓰 우에스기 집안(扇谷上杉家)이 야마노우치 우에스기 집안에 맞설 세력을 쌓고, 조쿄(長享) 원년(1487년) 우에스기 아키사다가 오기가야쓰 우에스기 토벌을 개시한다(조쿄의 난). 전란은 18년을 이어져 아키사다의 승리로 끝났지만, 이미 통산 50년이나 이어졌던 전란으로 간토 지역은 거의 황폐화되었고, 오기가야쓰 우에스기 집안이 호리카와 구보를 쳐서 멸한 伊勢宗瑞(호조 소운)을 간토로 불러들임으로써 고호조 씨(後北条氏) 대두의 계기를 만들고 만다.
16세기에 들어 고호조 씨는 간토 중심부로 세력을 넓혀 나갔고, 야마노우치 우에스기 집안은 두 번에 걸친 가독 계승 싸움으로 그 세력이 후퇴해갔다. 덴분(天文) 15년(1546년) 가와고시 성 전투(河越城の戦い)에서 고가 구보 아시카가 하루우지(足利晴氏), 간토간레이 우에스기 노리마사(上杉憲政), 오기가야쓰 우에스기 집안의 도슈 우에스기 도모사다(上杉朝定) 연합군이 호조 우지야스(北条氏康)에게 패하고, 고가 구보 ・ 야마노우치 우에스기 집안은 큰 타격을 입었으며 오기가야쓰 우에스기 집안은 도모사다가 전사하면서 멸망한다.
그 뒤 노리마사는 우에노에서 호조에 대한 저항을 지속하고자 했으나 뜻대로 되지 않았고 덴분 21년(1552년)에 거성(居城) 히라이 성(平井城)을 잃고 에치고로 향했고, 원래는 우에스기의 가신 핏줄이자 외척이기도 했던 에치고 나가오 씨(越後長尾氏)를 의지하였다. 에이로쿠(永禄) 4년(1561년) 노리마사는 야마노우치 우에스기 집안의 가독과 간토간레이 직책을 에치고의 산조 나가오 집안(三条長尾家)의 나가오 가게토라(長尾景虎, 이때 이름을 마사토라政虎로 바꾸었다. 훗날의 우에스기 데루토라上杉輝虎, 즉 우에스기 겐신이다)에게 양도하였다. 그러나 실질적으로 간토간레이 자리는 이미 기능하지 않았고, 덴쇼 6년(1578년) 겐신이 사망함으로써 명목상으로도 종언을 고한다.

## 맡은 직임
간토간레이 임명권은 교토 무로마치 바쿠후의 쇼군이 가지고 있긴 했지만 실제로는 가마쿠라 구보가 그 인사권을 행사하고 바쿠후가 그것을 승인하는 형태였다. 물론 바쿠후도 임명 권한을 방기하거나 한 것은 아니어서 고랴쿠 정변(康暦の政変) 직후에 독단으로 우에스기 노리카타(上杉憲方)를 임명하거나 에이쿄의 난(永享の乱) 뒤에 우에스기 노리자네의 사직을 인정하지 않거나, 특히 우에스기 노리타다가 간토간레이로 임명되었을 때에는 그 특수한 사정(노리타다의 야마노우치 우에스기 가독 ・ 간토간레이 직위 계승에 반대하는 아버지 노리자네와 노리타다를 옹립한 나가오 가게나카長尾景仲 등 우에스기 중진들의 대립 및 가마쿠라 구보 아시카가 나리우지가 시나노에 있어 가마쿠라를 비우고 있었다) 때문에 무로마치 바쿠후의 임명 및 고하나조노 덴노(後花園天皇)의 윤지(綸旨)에 의한 간토간레이 임명이 이루어졌다(『建内記』 文安4年3月24日・7月10日). 그뒤 나리우지의 노리타다 살해를 계기로 시작된 교토쿠의 난으로 가마쿠라 구보(고가 구보)와 간토간레이는 적대하여 완전히 분열되고, 명실공히 무로마치 바쿠후가 간토간레이를 임명하게 되었지만, 우에스기 아키사다 사후에는 야마노우치 우에스기 집안의 도슈가 가독과 함께 계승하는 가직(家職)이 되어, 무로마치 바쿠후 ・ 고가 구보의 임명 수속을 거치지도 않게 되었다. 또한 우에스기 노리하루(上杉憲春) 이후 교토에서 성장한 우에스기 후사아키(上杉房顕)를 예외로 하면 임관하는 기본 절차의 구색조차 남아있지 않았고, 조정에서 임관하는 절차 없이 가마쿠라 구보가 준 관직명을 쓸 뿐이었다.
간토간레이 직무에 대해서는 가마쿠라 구보를 보좌하여 간토 관내 정무를 통괄한 것으로 보이는데, 그 구체적인 내용에 대해서는
1. 가마쿠라 구보가 낸 미교쇼(御教書)에 관한 봉서(奉書) ・ 시행장(施行状) 발급
2. 무로마치 바쿠후로부터의 명령을 가마쿠라후 ・ 관내 구니들로 하달
3. 가마쿠라후에서의 쇼부사타(所務沙汰) 수리와 부교닌(奉行人) 선정

등을 들 수 있다(다만 일본 학계에서도 연구자에 따라 다소 차이는 있다). 또한 에이와(永和) 연간 이후로는 가마쿠라후의 료코쿠(料国)로 보이는 무사시의 슈고도 간토간레이가 겸했다. 그러나 가마쿠라 구보가 간토간레이와의 관계가 악화되어가고 이에 따라 가마쿠라후에서 간토간레이의 직무는 마비되게 되었다.
무로마치 쇼군과 가마쿠라 구보라는 대립하는 양자가 임명권을 똑같이 가지고 있던 시기에는 간토간레이의 입장이 상당히 복잡했다. 우에스기 노리하루처럼 양자간에 샌드위치 신세로 갈등하다 자기 목숨을 끊는 경우도 있었다. 또한 우에스기 센쥬의 난 이후에 에치고로도 광대한 영지를 소유한 야마노우치 우에스기 집안에 의해 간토간레이가 세습되게 되면서 사태는 더욱 복잡해졌다. 에치고의 영지를 안도하는 것은 무로마치 바쿠후인데 무로마치 쇼군이 그 권한을 이용해 간토간레이(야마노우치 우에스기 집안)에게 ‘안도가 결정되었으니 이를 따르라‘고 독촉하고, 거꾸로 가마쿠라 구보는 에치고가 가마쿠라후 관외임에도 ‘간토간레이의 영지는 가마쿠라후가 안도한다’고 나서는 것으로 에치고의 정세에 관여하려 들었다. 결과적으로 에치고의 야마노우치 우에스기 집안 영지에 대한 취급을 비롯해 가마쿠라후 관외에 대한 관여정책은 에이쿄의 난의 한 원인이 되었다. 한편 15세기 후기 이후 우에스기 노리타다가 덴노의 윤지에 따라 간토간레이로 임명(전술)되면서 선례로써 「간토간레이」는 실질상의 관직과 같은 사회적 지위를 가진 것으로 돋보이게 되었고, 우에스기 아키사다 ・ 노리후사(憲房) ・ 노리마사에 대해서는 생에 임관은 고사하고 그런 관직명으로 통칭된 적도 없었다고 여겨진다(계도상 관직 ・ 수령명은 에도 시대의 창작으로 보이며, 우에스기 후사아키上杉房顕 ・ 마사토라 등도 간토간레이 취임 뒤에는 임관을 받지 않고 간토간레이 취임 전의 관직명을 계속 썼다).

## 간토간레이의 분파
일본 학계에서는 간토 지방에서의 센고쿠 시대사 연구의 진전에 수반하여 교토쿠의 난 이후 가마쿠라후의 분열 상황 속에서 간토간레이, 또는 그와 같은 의미의 직책명을 자칭하는 움직임이 있었음이 금년 알려졌다.
에치고 나가오 씨와 사가미 호조 씨 사이의 이른바 엣쇼 동맹(越相同盟)의 교섭이 본격화되는 에이로쿠(永禄) 12년(1569년) 무렵에 호조 우지야스(北条氏康)가 작성했다는 『호조 우지야스 조서』(北条氏康条書, 伊佐早文書에 실림)에는 호조 우지쓰나(北条氏綱) 즉 우지야스의 아버지가 고가 구보 아시카가 하루우지의 명을 받아 고쿠후다이(国府台)에서 고유미 구보(小弓公方) 아시카가 요시아키(足利義明)를 침으로써 「훈공에 의하여 간레이(官領) 관직을 받았다」(依勲功官領職仰付)라고 쓰여 있는데, 이는 고쿠후다이 합전(国府台合戦)에서의 전공으로 고호조 씨가 고가 구보로부터 간토간레이로 임명되었다, 고 주장하는 것으로 나아가 이후의 고호조 씨에 의한 아시카가 요시우지(足利義氏)의 고가 구보 옹립의 정통성도 주장하고 또한 간토간레이 우에스기 노리마사 및 그 후계자가 된 우에스기 데루토라(겐신)의 간토간레이로써의 정통성을 부인하여는 입장이 엿보인다. 한편으로 우에스기 입장에서 보자면 아시카가 요시우지의 고가 구보 취임은 고호조 씨가 간토간레이라는 것을 전제로 하는 것으로 용인될 수 없으며, 대신 간토간레이 우에스기 씨가 옹립한 고가 구보가 필요하게 되어 그것이 아시카가 후지우지(足利藤氏)였다는 것이 된다. 고호조 씨 간토간레이론은 이후 엣쇼 동맹이 성립하고 고가 구보 아시카가 요시우지와 간토간레이 우에스기 데루토라가 상호 승인되면서 소멸한 것으로 여겨진다.
또한 교토쿠의 난에서는 우에스기와, 그 뒤 센고쿠 시대에는 고호조와 싸웠던 아와 국(安房国)의 사토미 씨(里見氏)도 간토간레이를 자칭한 흔적이 확인된다. 사토미 씨가 대단나(大檀那, 후원자)였던 쓰루타니 하치만구(鶴谷八幡宮) 및 그 벳토지(別当寺)였던 나고지(那古寺)에 봉납된 동찰(棟札)에는 고가 구보가 「진주후쇼군 미나모토노 아손」(鎮守府将軍源朝臣), 사토미 도슈를 「후슈(副帥) 미나모토(源) ○○(도슈 이름)」로 기록하고 있다. 현재 알려진 것과 같은 동찰은 일곱 통이지만 특히 주목되는 것은 교로쿠 2년(1529년)에 「후슈」 미나모토노 요시토요(源義豊, 사토미 요시토요里見義豊)에 의해 나고지에 봉납된 동찰이다. 요시토요가 선승 玉隠英璵와 친교가 깊었다는 것은 『玉隠和尚語録』(도쿄 대학 사료편찬소 소장)으로도 알려져 있으나, 이 책에서 같은 교류가 있었다는 간토간레이 우에스기 씨를 두고 「간토후겐슈」(関東副元師, 師는 帥의 오기)라고 쓰고 있다. 사토미 씨가 이름한 「(간토)후슈」란 간토간레이의 다른 이름인 「간토후겐슈」(関東副元帥)와 동일한 것이었다고 여겨지며 사토미 씨도 간토후슈(関東副帥)＝간토간레이를 자칭했을 가능성이 높다.

## 다키가와 가즈마스는 간토간레이였는가
덴쇼 10년(1582년) 3월, 오다(織田) ・ 도쿠가와(徳川) 연합군의 침공으로 가이 다케다 씨(甲斐武田氏)가 멸망하였다. 오다 씨(織田氏)는 다케다의 옛 영지를 분할해 가신들에게 다스리게 했는데, 오다의 가신 다키가와 가즈마스(滝川一益)는 우에노 국(上野国) 일대를 인접한 시나노의 고아가타 군(小県郡) ・ 사쿠 군(佐久郡)을 받아 「関東御取次役」를 맡았다. 『호조고다이키』(北条五代記)나 『간파치슈고덴로쿠』(関八州古戦録) 같은 후대의 군키모노(軍記物)에는 이 가즈마스의 지위를 「간토간레이」라고 하고 있는데, 「간토간레이」는 무로마치 바쿠후 체제하의 조직으로 가즈마스가 간토간레이였음을 기록한 동시대 사료가 보이지 않는 점에서 이를 의문시하는 설도 있다.

## 가마쿠라 구보와의 혼동
본래는 초대 가마쿠라 구보 아시카가 모토우지와 그 자손을 간토간레이라 불렀고 우에스기 씨를 간토간레이라 칭한 것은 에이쿄의 난 이후의 일이라는 설이 있으나 오류라고 한다(가마쿠라 공방#명칭에 대하여 항목 참조).

### 내용주
1. ↑  간토간레이라는 호칭 자체는 노리아키 복귀 후부터 사료에 보인다. 그러나 간토간레이라는 직책이 후세에 알려진 형태로 성립된 것은 종래 가마쿠라 구보가 맡았던 所務遵行命令権이 아시카가 모토우지의 죽음을 계기로 우에스기 노리아키에게 넘어가고부터(이후 所務遵行命令権은 간토간레이의 직권이 된다), 라는 견해가 있다. 한편 오안(応安) 원년 4월 10일 슌오쿠 묘하(春屋妙葩)가 니카이도 유키하루(二階堂行春) 앞으로 부친 편지(『南北朝遺文 関東編』3465号)에는 노리아키를 「간레이」로, 호소카와 요리유키(細川頼之)를 「집사」로 부르고 있어서 간토간레이라는 이름은 무로마치 바쿠후 중앙의 간레이보다 먼저 성립했을 가능성이 높다.[1]
2. ↑  덴분 9년(1540년) 아시카가 하루우지는 호조 우지쓰나의 딸 호슌인도노(芳春院殿)를 맞이하여 고호조 씨와 연척을 맺고 야마노우치 우에스기 집안과 단교했다. 본래 가마쿠라 구보 및 고가 구보에게는 간토간레이 임명권이 없었다는 것이 문제가 되는데, 우지쓰나의 후처 ・ 기타노후지(北の藤)는 무로마치 쇼군 아시카가 요시하루(足利義晴)의 부인인 게이주인(慶寿院)의 언니에 해당하여(우지쓰나를 매개로 요시하루와 하루우지는 의제상 숙질 관계가 된다) 본래의 간토간레이 임명권자인 쇼군과 아무런 관계도 없이 임명이 이루어졌다고는 생각하기 어렵다.[7]